# Шупарка
Шупарка (укр. Шупарка) — село в Борщёвской городской общине Чортковского района Тернопольской области Украины.
До 2020 года входило в Борщёвский район.

## Географическое положение
Село Шупарка находится в 3-х км от правого берега реки Ничлава,
на расстоянии в 2 км от села Худыковцы.

## История
- Село известно с XVI века.

В июле 1995 года Кабинет министров Украины утвердил решение о приватизации находившегося здесь совхоза.
Население по переписи 2001 года составляло 1907 человек.

## Объекты социальной сферы
- Школа I—II ст.
- Дом культуры.